# روبرتو مارينا
روبرتو مارينا (بالإسبانية: Roberto Marina)‏ (28 أغسطس 1961 بفيلانيوفا دي لا سيرينا في إسبانيا - ) هو لاعب كرة قدم إسباني في مركز الوسط. شارك مع منتخب إسبانيا تحت 19 سنة لكرة القدم ومنتخب إسبانيا تحت 20 سنة لكرة القدم ومنتخب إسبانيا تحت 21 سنة لكرة القدم ومنتخب إسبانيا تحت 23 سنة لكرة القدم ومنتخب إسبانيا لكرة القدم. أما مع النوادي، فقد لعب مع أتلتيكو مدريد ب وأتلتيكو مدريد وريال مايوركا ونادي ديبورتيفو طليطلة ومنتخب إسبانيا لكرة القدم للهواة.

## مسيرته الكروية
لعب روبرتو مارينا خلال مسيرته الاحترافية مع 4 أندية في 16 موسمًا وسجل خلالها 73 هدفًا ضمن 385 مباراة. حيث فاز في موسم واحدًا بالكأس ولم يفوز بأي دوري.
خاض روبرتو مارينا مسيرته مع نادي أتلتيكو مدريد في موسم 1979–80 في المرة الأولى لمدة موسم واحد ثم في موسم 1982–83 ليلعب معه ثمانية مواسم، مشاركًا طوالها في 234 مباراة سجل خلالها 43 هدفًا. ثم انتقل إلى نادي أتلتيكو مدريد ب في موسم 1980–81 ولمدة موسمين، حيث شارك في 55 مباراة سجل خلالها 19 هدفًا. لينتقل بعدها إلى نادي ريال مايوركا في موسم 1990–91 ولمدة موسمين، مشاركًا في 30 مباراة سجل خلالها هدفين. ثم انتقل إلى نادي ديبورتيفو طليطلة في موسم 1992–93 واستمر معه طيلة ثلاثة مواسم، مشاركًا في 66 مباراة سجل خلالها 9 أهداف.

## وصلات خارجية
- روبرتو مارينا على موقع قاعدة بيانات كرة القدم.إي يو (الإنجليزية)
- روبرتو مارينا على موقع ناشيونال فوتبول تيمز (الإنجليزية)